# Джексон, Роджер (актёр озвучивания)
Роджер Лабон Джексон (англ. Roger Labon Jackson; род. 13 июля 1958, Атланта) — американский актёр озвучивания. Получил наибольшую известность благодаря работе над озвучиванием Призрачного лица в серии фильмов «Крик». Канал «E! Entertainment Television» назвал его сорок шестым в списке «Best Kept Secret of Hollywood».

## Озвучивание
Джексон известен по озвучиванию убийцы в сериях трилогии «Крик». Он также принял участие в работе над анимационными фильмами и телевизионными программами, например в диснеевской «Книге Пуха». Он также озвучивал маниакальную обезьянку-гения Моджо Джоджо в мультфильме «Суперкрошки».
Джексон также играет активную роль в индустрии электронных игр; озвучивал монстров для «Подземелья драконов», героев в «Галеона» и Baldur’s Gate, а также работал в течение нескольких лет над программами «Звёздные войны» и «Звёздный путь». Кроме того, он озвучивает кошек в виртуальных программах домашних животных. Джексон также способствовал «Final Fantasy X» и «King's Quest VII: The Princeless Bride» и сделал образовательные программы для компаний «The Learning» и «Broderbund». Для игры «American McGee's Alice» Джексон озвучил Чеширского кота и Джабберу. Для игры «Шерлок Холмс» американской корпорации Electronic Arts он сделал более тридцати персонажей. Джексон сыграл полковника-тирана Номана в «Zone of the Enders» и «Zone of the Enders: The 2nd Runner». Он также озвучил Джона О’Коннора в игре «Fade to Black» компании Delphine Software International.
Джексон был вновь утверждён на озвучивание убийцы Призрачного лица в фильме «Крик 4».

## Фильмография

### Роли в кино
- Марс атакует! (озвучивание) .... переводчик
- Крик (Scream) (озвучивание) .... Призрачное лицо
- Крик 2 (Scream 2) (озвучивание) .... Призрачное лицо
- Крик 3 (Scream 3) (озвучивание) .... Призрачное лицо
- Крик 4 (Scream 4) (озвучивание) .... Призрачное лицо

- Суперкрошки (озвучивание) ... Моджо Джоджо
- Дикая семейка Торнберри (озвучивание) .... Реджи

- Крик (Scream) (2022) (озвучивание) .... Призрачное лицо

- Крик 6 (Scream VI) (озвучивание) .... Призрачное лицо

### Роли в телефильмах
- American McGee's Grimm (озвучивание) .... Гримм
- Edtv .... мама парня
- Только одну ночь .... Джо
- Мирмо! (озвучивание) .... Дента
- Обезьянья кость (озвучивание) .... Арнольд
- Суперкрошки (озвучивание) .... Моджо Джоджо
- Титан: После гибели Земли (озвучивание) .... первый
- Ван Хельсинг: назначение Лондон (озвучивание) .... Дракен Гентлеман

### Озвучивание видеоигр
- Alice: Madness Returns (озвучивание) .... Чеширский кот / Шляпник / Мартовский Заяц / Белый Кролик / Траляля
- American McGee's Alice (озвучивание) .... Чеширский кот / Бармаглот / Соня
- Among the Sleep (озвучивание) .... Тедди
- Armored Core 3 (озвучивание)
- Fade to Black (озвучивание) .... Джон О'Коннор
- Armored Core: Master of Arena (озвучивание)
- Armored Core: Project Phantasma (озвучивание) .... Стингер
- Forgotten Realms: Baldur's Gate II – Shadows of Amn (озвучивание) .... Келдорн
- The Final Chapter: Forgotten Realms – Baldur's Gate II: Throne of Bhaal (озвучивание) .... Келдорн
- Back to the Future: The Game (озвучивание) … «Биток» Донелли / Судья Эрхардт Браун / Эрнест «Эрни» Филпотт / Хэмптон
- Batman:Toxic Chill (озвучивание) .... комиссар Джеймс Гордон
- Baten Kaitos Origins (озвучивание) .... Верус
- Blood Will Tell (озвучивание) .... Редкоп
- Bujingai: The Forsaken City (озвучивание) .... Нагури Тенсей
- Byzantine: The Betrayal (озвучивание)
- Carmen Sandiego's Great Chase Through Time (озвучивание) .... Джо
- Clock Tower II: The Struggle Within (озвучивание) .... мистер Бейтс
- Crash Tag Team Racing (озвучивание) .... Вилли
- Cyber Troopers Virtual-On Marz (озвучивание) .... рассказчик
- Final Fantasy X (озвучивание) .... Вен Кинок
- Final Fantasy X-2' (озвучивание) .... Вен Кинок (флешбек)
- Final Fantasy XII (озвучивание) .... Император Солидор
- Galleon (озвучивание) .... Рама Сабьер
- Gladius (озвучивание)
- Jade Empire (озвучивание)
- King's Quest VII: The Princeless Bride (озвучивание) .... Куддлес
- Lifeline (озвучивание) .... Джино
- MadWorld (озвучивание) .... Тенджу
- NiGHTS: Journey of Dreams (озвучивание)
- Pool of Radiance: The Ruins of Myth Drannor (озвучивание)
- Sam & Max Beyond Time and Space (озвучивание) .... Абрахам Линкольн, Сатана
- Sam & Max Save the World (озвучивание) .... Абрахам Линкольн
- Sam & Max: The Devil's Playhouse (озвучивание) .... генерал
- Shining Force EXA (озвучивание) .... Рагнадаам III
- Shinobi (озвучивание) .... Хируко Убусуна (старший)
- Slave Zero (озвучивание) .... Совкан
- Space Quest 6: The Spinal Frontier (озвучивание) .... доктор Хорни/менеджер отеля
- Звёздный путь: Глубокий космос 9 (озвучивание) .... Скифы
- Star Trek: Starfleet Command III (озвучивание)
- Star Wars Jedi Knight: Jedi Academy (озвучивание) .... Императорский работник
- Star Wars Jedi Knight: Mysteries of the Sith (озвучивание) .... Императорский работник
- Star Wars Jedi Knight II: Jedi Outcast (озвучивание) .... Императорский работник
- Star Wars Jedi Knight: Dark Forces II (озвучивание) .... компьютер
- Star Wars: Jedi Starfighter (озвучивание) .... Капитан Орсей
- Star Wars: Battle for Naboo (озвучивание) .... Офицер
- Star Wars: Episode I Racer (озвучивание) .... Эб
- Star Wars: Galactic Battlegrounds (озвучивание) .... джедай Падаван
- Star Wars: Racer Revenge (озвучивание) .... Крейд
- Star Wars: Republic Commando (озвучивание) .... клон лейтенанта Троппера
- Tales of Monkey Island  (озвучивание) .... Бармен/Макги/Реджинальд Ван Уинслоу
- Tenchu: Fatal Shadows (озвучивание)
- The Secret of Monkey Island (озвучивание)
- The Sims 2 (озвучивание) .... Сим
- The Sims: Hot Date (озвучивание) .... Сим
- The Sims (озвучивание) .... Сим
- The Sims: Superstar (озвучивание) .... Сим
- The Walking Dead (озвучивание) .... Чак, голос по рации
- The Urbz: Sims in the City (озвучивание) .... Сим
- Thrillville: Off the Rails (voice) .... Барри фон Ричтовен
- Valkyria Chronicles (озвучивание) .... Бертольд Грегор
- Yakuza (озвучивание) .... Синатро Фума
- Zone of the Enders (озвучивание) .... Ридли Хардиман
- Zone of the Enders: The 2nd Runner (озвучивание) .... Ридли Хардиман
- Tales from the Borderlands (озвучивание) .... Странник в маске
- Minecraft Story Mode Season Two (озвучивание) ....  Администратор